# Бондар Руслан Васильович
Русла́н Васи́льович Бо́ндар (нар. 27 червня 1978, смт Крижопіль, Вінницька область, Українська РСР — 20 березня 2017, смт Новотроїцьке, Волноваський район, Донецька область, Україна) — прапорщик Повітряних сил Збройних сил України, учасник російсько-української війни.

## Біографія
Народився 1978 року в смт Крижопіль. Закінчив 9 класів Крижопільської середньої школи № 2. Здобув фах повара-кондитера у Заболотненському вищому професійно-технічному училищі № 31 імені Д. К. Заболотного, яке закінчив у 1997 році.
12 грудня 1997 року Крижопільським районним військовим комісаріатом був призваний на військову службу за контрактом, з 12 грудня 1998 по червень 1999 року був курсантом 324-ї школи прапорщиків Деснянського гарнізону Чернігівської області (в/ч 44554). Повторно на військову службу за контрактом призваний Бориспільсько-Баришивським об'єднаним військовим комісаріатом Київської області у січні 2013 року. Служив у 15-й бригаді транспортної авіації Повітряних сил ЗС України (в/ч А2215, м. Бориспіль), — технік лабораторії центру обробки інформації.
Під час російської збройної агресії проти України у вересні 2016 року разом із 60 бійцями відряджений до 30 ОМБр в зону бойових дій.
Прапорщик, механік-водій БМП-2 2-го механізованого батальйону 30-ї окремої механізованої бригади, в/ч А0409, м. Новоград-Волинський.
Загинув 20 березня 2017 року о 14:27 від кулі снайпера поблизу смт Новотроїцьке Волноваського району Донецької області. Куля розірвала аорту, рана була несумісна з життям. За тиждень мав піти у відпустку, а влітку планував одружитися.
23 березня з Русланом попрощались на території військової частини А2215 у Борисполі. Похований 24 березня на кладовищі Крижополя, поряд з могилою батька.
Залишилися мати, молодший брат і наречена. Мати працює вчителькою математики в СЗШ № 2 смт Крижопіль.

## Нагороди
- Указом Президента України № 138/2017 від 22 травня 2017 року, за особисту мужність, виявлену у захисті державного суверенітету та територіальної цілісності України, самовіддане виконання військового обов'язку, нагороджений орденом «За мужність» III ступеня (посмертно)[7].
- Медаль «15 років Збройним Силам України».
- Медаль «За сумлінну службу» III ступеня.
- Медаль «15 років сумлінної служби».

## Вшанування пам'яті
12 жовтня 2017 року на фасаді СЗШ І—III ст. № 2 в смт Крижопіль урочисто відкрили меморіальну дошку на честь полеглого на війні випускника школи Руслана Бондаря.